# Jodi Willis-Roberts
Jodi Glenda Willis-Roberts (Melbourne, 24 aprile 1967) è un'ex atleta paralimpica australiana. Atleta ipovedente, ha praticato anche goalball.

## Biografia
Willis-Roberts è nata nel sobborgo di Preston a Melbourne. Ha gareggiato per la prima volta ai Giochi paralimpici di Seul 1988 con la squadra nazionale australiana di goalball femminile, che concluse il proprio torneo al settimo posto. Passa all'atletica leggera e ai Campionati e giochi del mondo per disabili del 1990 ad Assen, nei Paesi Bassi, vince una medaglia di bronzo nel getto del peso femminile B2. Alle Paralimpiadi di Barcellona del 1992, ha vinto una medaglia d'oro nella gara del getto del peso B2, per la quale ha ricevuto una medaglia dell'Ordine dell'Australia, e una medaglia d'argento nella gara di lancio del disco femminile B2; ha anche gareggiato nella squadra nazionale di goalball, che si è classificata settima, e nella gara femminile di giavellotto B1-3.
Nel 1995, ha partecipato ai campionati mondiali di powerlifting. Alle Parampiadi di Atlanta del 1996, ha vinto una medaglia d'argento nel getto del peso della categoria F10-11 e ha anche gareggiato nel lancio del disco F10-11. Nel 2000, le è stata conferita una medaglia sportiva australiana. Quell'anno, ha gareggiato nel suo paese d'origine alle Paralimpiadi di Sydney del 2000, dove ha vinto una medaglia d'oro nel getto del peso F12 e un bronzo nel lancio del disco. Ai Giochi di Atene del 2004, ha vinto una medaglia di bronzo nella gara di getto del peso F12 e ha partecipato alla gara di lancio del disco F13 femminile. Ha anche gareggiato alle Paralimpiadi di Pechino del 2008, dove ha vinto una medaglia di bronzo nella gara di getto del peso F12-13 femminile. Dopo i Giochi di Pechino, ha avuto una ricostruzione della spalla e si è strappata il tendine del ginocchio sinistro dall'osso in un campo d'allenamento. Nel 2011, faceva parte della squadra nazionale australiana di goalball che finì sesta alla Coppa del Mondo IBSA di goalball.
Nel 1999, ha ottenuto una borsa di studio per disabili per l'Australian Institute of Sport.

## Palmarès
| Anno | Manifestazione                            | Sede       | Evento                     | Risultato | Prestazione | Note |
| ---- | ----------------------------------------- | ---------- | -------------------------- | --------- | ----------- | ---- |
| 1990 | Campionati mondiali e Giochi per disabili | Assen      | Getto del peso B2          | Bronzo    |             |      |
| 1992 | Giochi paralimpici                        | Barcellona | Getto del peso B2          | Oro       | 11,16 m     |      |
| 1992 | Giochi paralimpici                        | Barcellona | Lancio del disco B2        | Argento   | 32,20 m     |      |
| 1994 | Mondiali paralimpici                      | Berlino    | Getto del peso F11         | Oro       | 10,91 m     |      |
| 1994 | Mondiali paralimpici                      | Berlino    | Lancio del disco F11       | Argento   | 34,80 m     |      |
| 1994 | Mondiali paralimpici                      | Berlino    | Lancio del giavellotto F11 | Argento   | 24,38 m     |      |
| 1996 | Giochi paralimpici                        | Atlanta    | Getto del peso F10-11      | Argento   | 11,46 m     |      |
| 1998 | Mondiali paralimpici                      | Birmingham | Getto del peso F12         | Oro       | 12,11 m     |      |
| 1998 | Mondiali paralimpici                      | Birmingham | Lancio del disco F12       | Argento   | 35,21 m     |      |
| 2000 | Giochi paralimpici                        | Sydney     | Getto del peso F11-12      | Oro       | 11,83 m     |      |
| 2000 | Giochi paralimpici                        | Sydney     | Lancio del disco F12       | Bronzo    | 36,57 m     |      |
| 2002 | Mondiali paralimpici                      | Lilla      | Getto del peso F12         | Bronzo    | 11,78 m     |      |
| 2002 | Mondiali paralimpici                      | Lilla      | Lancio del disco F12       | Bronzo    | 36,64 m     |      |
| 2004 | Giochi paralimpici                        | Atene      | Getto del peso F12         | Bronzo    | 11,95 m     |      |
| 2008 | Giochi paralimpici                        | Pechino    | Getto del peso F12-13      | Bronzo    | 11,21 m     |      |